# Mahdi Haszemi
Mahdi Haszemi (pers. سید مهدی هاشمی; ur. 2 grudnia 1999) – irański zapaśnik walczący w stylu wolnym. Złoty medalista igrzysk solidarności islamskiej w 2021. Trzeci na MŚ U-23 w 2021 i na MŚ kadetów w 2017. Mistrz Azji kadetów w 2016 i 2017 roku.